# Roddenbury Hillfort

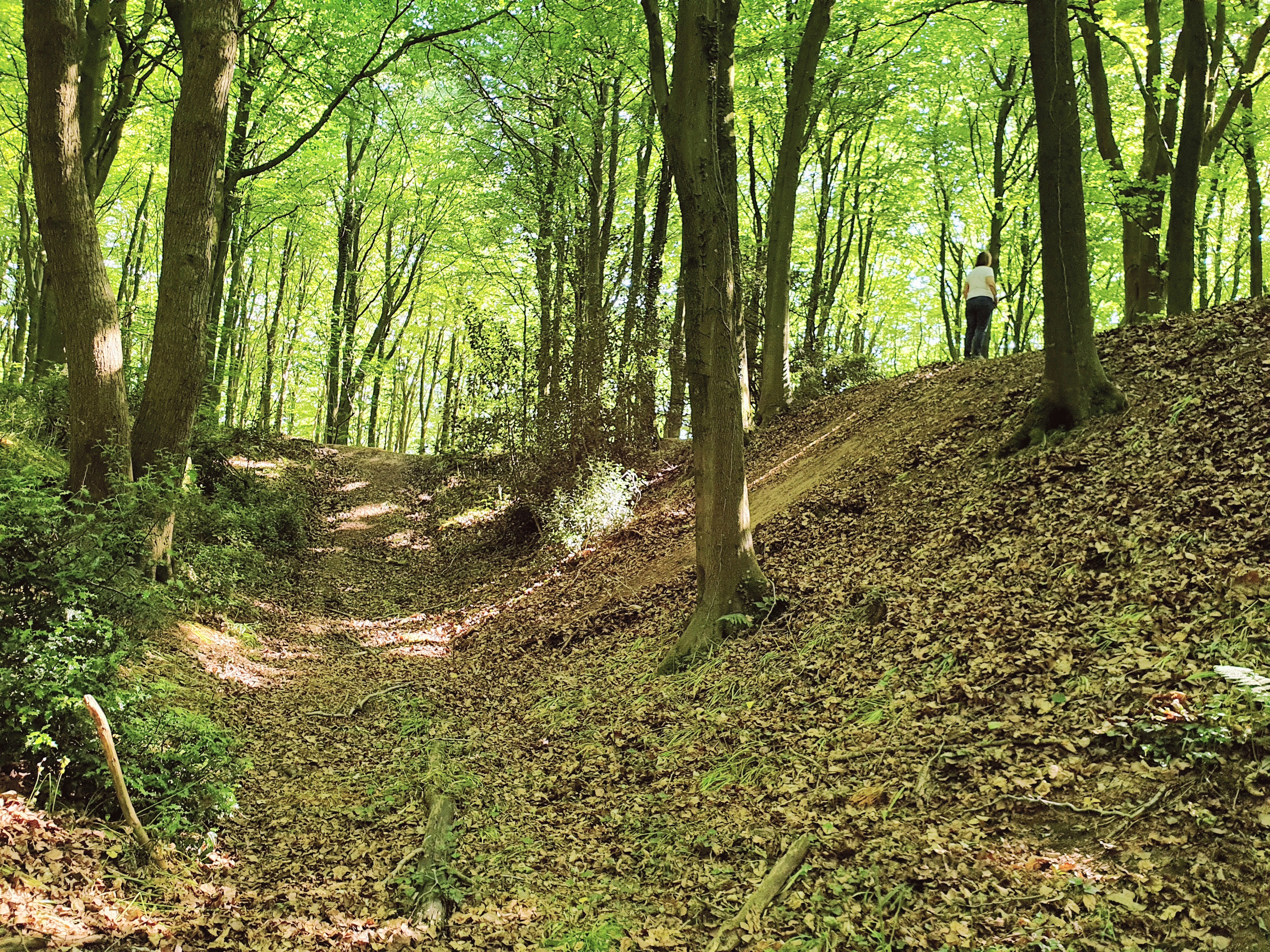
Roddenbury Hillfort

Roddenbury Hillfort est une colline fortifiée de l'âge du fer située sur le village de Selwood en Angleterre. 
Scheduled monument, elle est classée à l'Heritage at Risk Register (en).